# Programa de Escolas Associadas da UNESCO
 O Programa de Escola Associadas (PEA, conhecido como Associated Schools Project Network ou  ASPnet em inglês) é um programa da UNESCO criado em 1953 com o objetivo de "trabalhar pela ideia da cultura da paz". Inicialmente focado no desenvolvimento da educação pós-guerra, o programa hoje conta com cerca de 8000 escolas em 177 países ao redor do mundo. As escolas associadas ao programa trabalham na promoção de projetos em um tema central, como o Ano Internacional da ONU. O Brasil passou a participar mais ativamente do programa depois da criação de uma Coordenação Nacional no Rio de Janeiro em 1997, o que fez com que o número de escolas associadas ao programa quase triplicasse.